# Chauchina

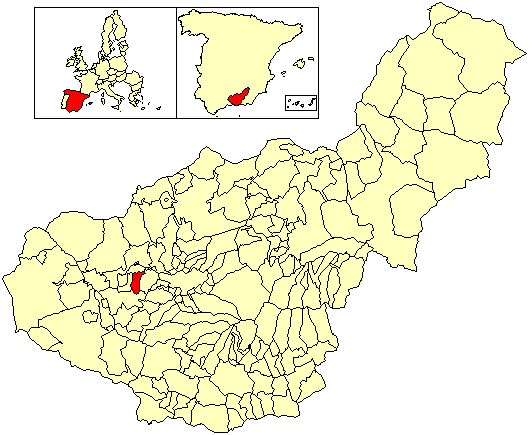
Chauchina

Chauchina este un municipiu din Spania, situat în provincia Granada din comunitatea autonomă Andaluzia. Are o populație de 4.707 de locuitori.